# Westminster Abbey
Ikke at forveksle med Westminster Cathedral.
Westminster Abbey, eller som den hedder officielt The Collegiate Church of St. Peter, Westminster, er en hovedsagelig gotisk kirke på størrelse med en katedral. Den er bygget mellem 1045 og 1050. Kirken, der var klosterkirke, ligger i   bydelen Westminster i London og er det traditionelle kronings- og begravelsessted for de engelske monarker siden Vilhelm Erobreren. 
Fra ca. 1245 blev kor, tværskib og en del af skibet opført i fransk gotik. Byggeriet fortsatte til ca. 1375 med facade og to tårne, hvis øverste dele først stod færdige omkring 1745. Kun klostergården og kapitelhuset er bevaret. 
En del af kirkens sydlige tværskib er kendt som Poets' Corner. Det var gravsted for digteren Geoffrey Chaucer, og andre kulturpersonligheder blev begravet omkring ham som Charles Dickens, David Garrick, Isaac Newton, G. F. Händel, Samuel Johnson, Laurence Olivier og Stephen Hawking.
Kirken er kendt for den ukendte soldats grav fra 1920.

## Eksterne kilder
- Westminster Abbeys hjemmeside

51°29′58″N 0°07′39″V / 51.4994°N 0.127367°V